# تور سرگردان

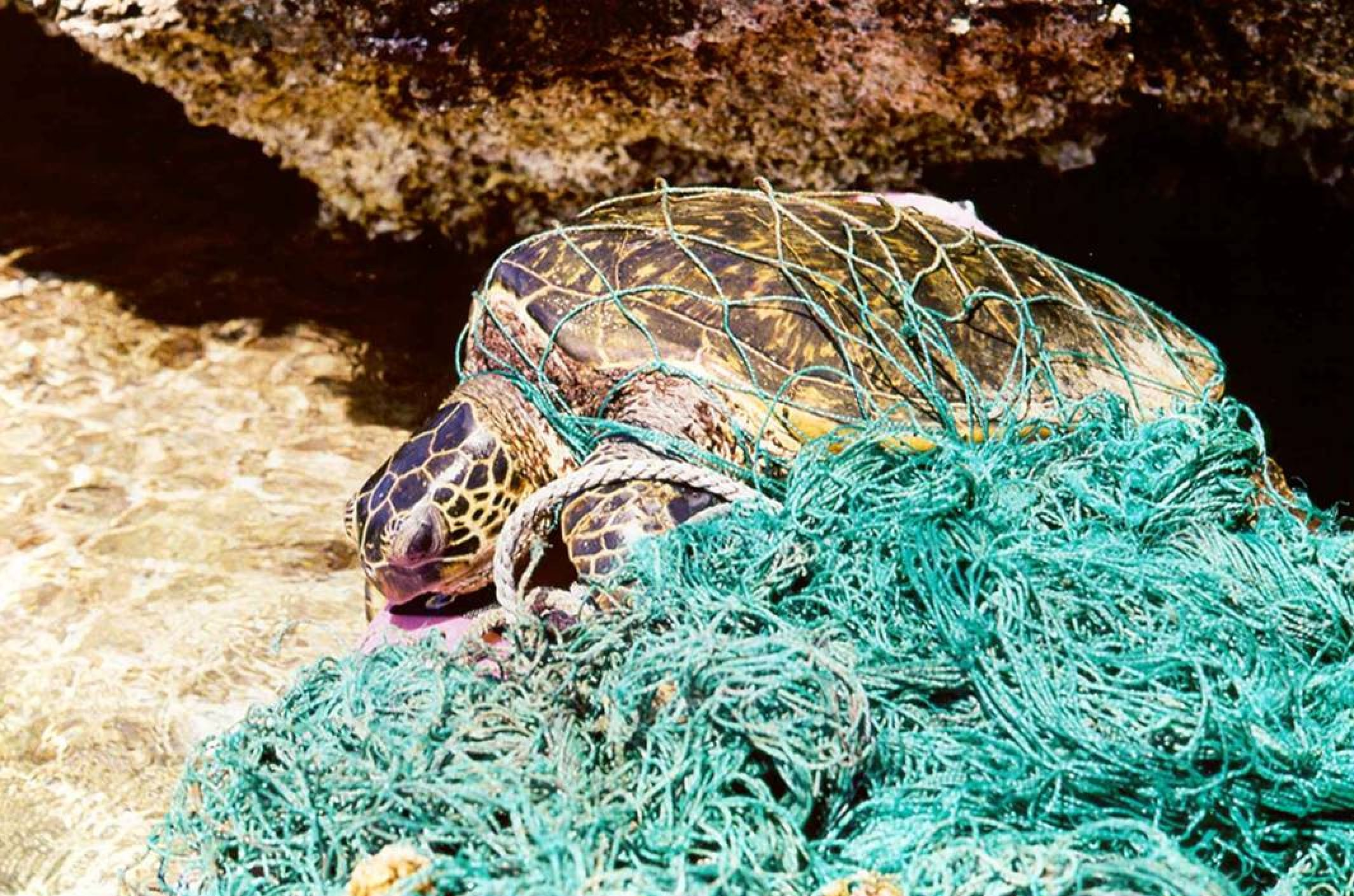
یک لاک‌پشت دریایی که در یک شبکه ارواح گیر کرده‌است.

تورهای سرگردان، تورهای اشباح یا تورهای ارواح (به انگلیسی: Ghost net)، تورهای ماهیگیری هستند که رها شده، گم شده‌اند یا در اقیانوس‌ها، دریاچه‌ها و رودخانه‌ها دور ریخته شده‌اند. این شبکه‌ها که اغلب در نور کم تقریباً نامرئی هستند، می‌توانند روی صخره‌های صخره‌ای گره بخورند یا در دریای آزاد در حال حرکت باشند. آنها می‌توانند ماهی‌ها، دلفین‌ها، لاک‌پشت‌های دریایی، کوسه‌ها، دوگونگ‌ها، کروکودیل‌ها، پرندگان دریایی، خرچنگ‌ها و دیگر جانداران از جمله غواص گاه به گاه انسان را درگیر کنند. تورها بر اساس طراحی عمل می‌کنند و حرکت را محدود می‌کنند و سبب گرسنگی، پارگی و عفونت و خفگی در آنهایی می‌شوند که برای تنفس باید به سطح برگردند. برآورد می‌شود که حدود ۴۸۰۰۰ تن تور ارواح در هر سال تولید می‌شود، و ممکن است پیش از شکستن برای مدت قابل توجهی در اقیانوس‌ها باقی بمانند.

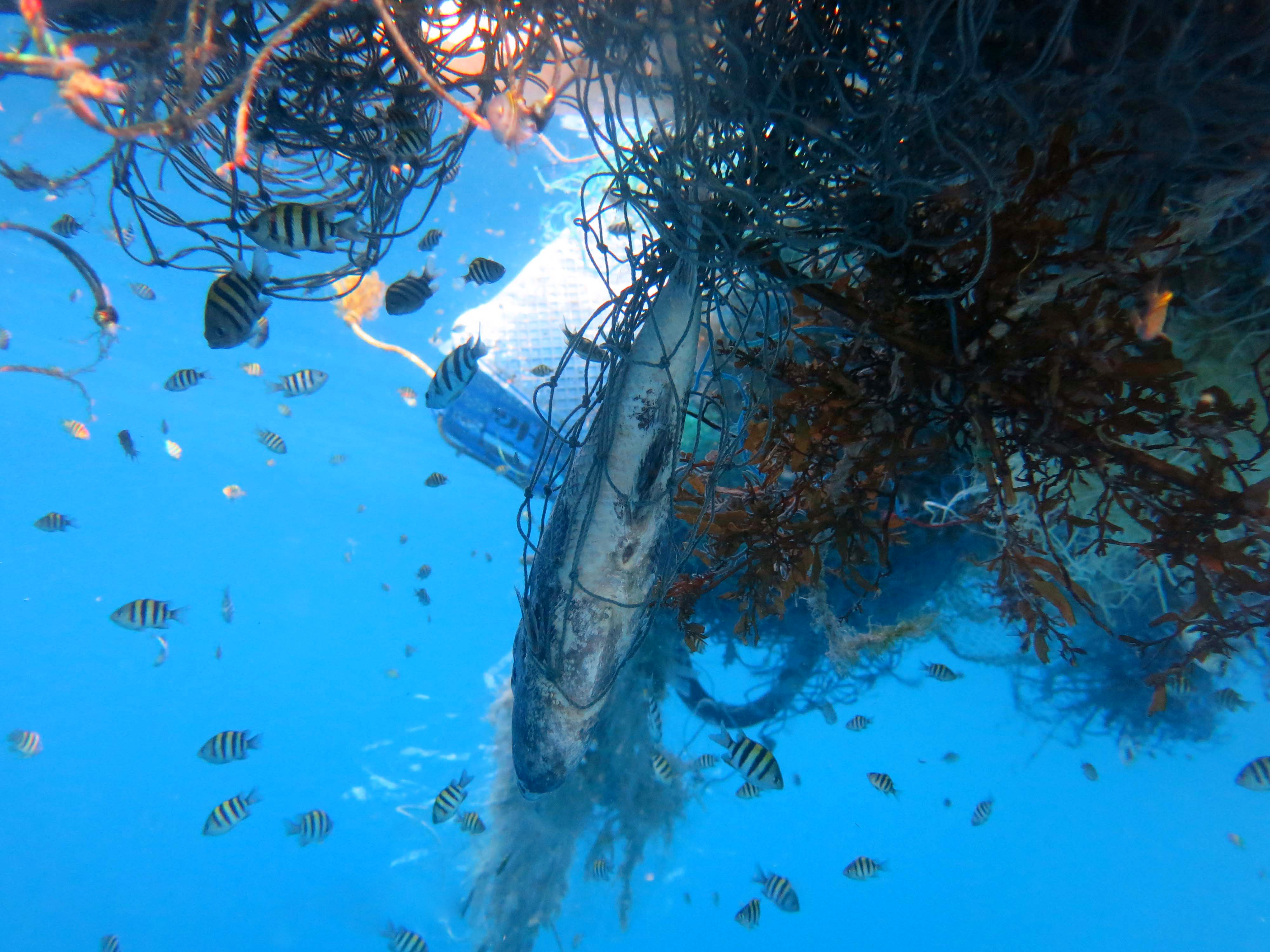
بسیاری از گونه‌های دریایی از جمله لاک‌پشت‌ها، کوسه‌ها، نهنگ‌ها، دلفین‌ها، دوگونگ‌ها در تورهای سرگردان گرفتار می‌شوند. بیشتر آنها بدون توجه و ثبت‌نشده هستند.

ماهیگیران گاهی تورهای فرسوده را رها می‌کنند زیرا اغلب ساده‌ترین راه برای خلاص شدن از شر آنها است.
یک طرح بازیابی در جنوب غربی نوا اسکوشیا در کانادا ۶۰ سفر بازیابی انجام داد، ۱۵۲۳ کیلومتر مربع از بستر دریا را جست‌وجو کرد و ۷۰۶۴ کیلوگرم ابزار ماهیگیری رهاشده، گم‌شده و دورریخته‌شده (ALDFG) (شامل ۶۶٪ تله خرچنگ و ۲۲٪ خرچنگ قابل حمل) را برداشت. تله‌های گمشده به گرفتن گونه‌های هدف و غیرهدف ادامه داده بودند. در مجموع ۱۵ گونه مختلف از ALDFG بازیابی شده، از جمله ۲۳۹ خرچنگ دریایی (۶۷ درصد به اندازه بازار) و هفت ماهی زمینی (از جمله پنج گونه در معرض خطر) آزاد شدند. زیان تجاری ناشی از ALDFG در جنوب غربی نوا اسکوشیا ۱۷۵۰۰۰ دلار کانادا در سال برآورد شد.

## یادداشت
1. ↑  Esteban, Michelle (2002) Tracking Down Ghost Nets
2. ↑  "'Ghost fishing' killing seabirds". BBC News. 28 June 2007. Retrieved 2008-04-01.
3. ↑  Kuczenski, Brandon; Vargas Poulsen, Camila; Gilman, Eric L.; Musyl, Michael; Geyer, Roland; Wilson, Jono (30 July 2021). "Plastic gear loss estimates from remote observation of industrial fishing activity". Fish and Fisheries. 23: 22–33. doi:10.1111/faf.12596.
4. ↑  Hannah Gould, Hidden problem of 'ghost gear': the abandoned fishing nets clogging up oceans, Theguardian.com, 10 September 2015
5. ↑  Goodman, Alexa J.; McIntyre, Jessie; Smith, Ariel; Fulton, Leah; Walker, Tony R.; Brown, Craig J. (October 2021). "Retrieval of abandoned, lost, and discarded fishing gear in Southwest Nova Scotia, Canada: Preliminary environmental and economic impacts to the commercial lobster industry". Marine Pollution Bulletin. 171: 112766. doi:10.1016/j.marpolbul.2021.112766. PMID 34330000.